# Dlimas (Banyuputih)
Dlimas is een bestuurslaag in het regentschap Batang van de provincie Midden-Java, Indonesië. Dlimas telt 1841 inwoners (volkstelling 2010).